# Camponotus isabellae
Camponotus isabellae är en myrart som beskrevs av Auguste-Henri Forel 1909. Camponotus isabellae ingår i släktet hästmyror, och familjen myror. Inga underarter finns listade.